# All My Loving (Film)
All My Loving ist ein deutscher Spielfilm von Edward Berger aus dem Jahr 2019, der je eine Episode aus dem Leben von drei Geschwistern zeigt. Erstmals wurde er im Februar 2019 im Panorama-Programm der Berlinale 2019 gezeigt. Kinostart in Deutschland war am 23. Mai 2019.

## Handlung
Die drei Geschwister Stefan, Julia und Tobias treffen sich in einem Restaurant, um zu besprechen, was in nächster Zeit ansteht. Julia nimmt sich aber kaum Zeit, weil sie ihren Hund allein im Auto ließ. Stefan erklärt sich bereit, den Hund während ihres anstehenden Urlaubs aufzunehmen. Tobias beklagt, dass es wieder an ihm hängenbleibt, sich um die Eltern zu kümmern.
Anschließend werden in je einer Episode das Leben jedes der Geschwister in den nachfolgenden Wochen gezeigt:
Das wird schon wieder
Der Pilot Stefan ist wegen Hör- und Gleichgewichtsproblemen seit Monaten krankgeschrieben. Sein Arzt eröffnet ihm, dass er nicht mehr flugtauglich ist. Er gibt aber vor, weiter als Pilot tätig zu sein. Abends zieht er sich seine Uniform an, um in Flughafen-Hotelbars Flugbegleiterinnen für One-Night-Stands aufzureißen. Stefan ist von Jenny geschieden, zeitweise lebt seine noch minderjährige Tochter Vicky bei ihm. Obwohl er kein Sorgerecht hat, möchte er die Kontrolle über sie haben, was zu Konflikten führt. Auch mit dem Hund seiner Schwester kommt er nicht klar. Am Ende gesteht er seiner Nachbarin, mit der er eine Beziehung pflegt, dass er nicht mehr fliegen darf, was sie aber nicht weiter interessiert.
Inglaterra, ein Traum
Julia macht mit ihrem Mann Christian Urlaub in Italien. Anfangs verläuft alles harmonisch, bis sie miterleben, wie ein Straßenhund angefahren wird. Julia nimmt ihn mit ins Hotel, um ihn zu pflegen, wo er sich auch rasch erholt. Christian ist genervt, dass sich alles nur noch um den Hund dreht, doch versucht er zu vermeiden, sich deswegen mit seiner Frau zu streiten. Bei einem Abendessen bei einem alten Freund spricht ihn dieser auf ihren Sohn an. Julia sagt, dass er seit drei Jahren tot ist, worauf die Stimmung kippt. Julia gibt sich wieder mit dem Hund ab, und es kommt zu gegenseitigen Vorwürfen. Im Hotel bricht Julia zusammen, da sie den Tod ihres Kindes noch nicht verarbeitet hat. Am nächsten Tag lässt sie den Hund wieder laufen. 
Alles, was er anfasst
Tobias ist 39 Jahre alt, aber immer noch Student und schreibt gerade seine Diplomarbeit. Dazu kommt er aber kaum, da er regelmäßig seine drei Kinder betreuen muss, während seine Frau berufstätig ist und für das Familieneinkommen sorgt. Als diese frei hat, fährt er zu seinen Eltern, da der dort tätige Pfleger fristlos gekündigt hat. Sein Vater hat Probleme mit dem Herz und den Beinen, weigert sich aber, zum Arzt zu gehen, und lehnt die Hilfe seines Sohnes ab. Die Mutter ignoriert die Probleme, lässt das Bad neu machen und das Essen vom Inder kommen. Bei einer Party mit wesentlich Jüngeren kann Tobias kurzzeitig die Probleme ausblenden. Am nächsten Tag will der Vater nun doch ins Krankenhaus. Nachdem Untersuchungen durchgeführt wurden, kommt es zu einer Komplikation, und er muss auf der Intensivstation an ein Beatmungsgerät angeschlossen werden. Als Tobias ihn besucht, stirbt er. Die Mutter war nicht mitgekommen, weil sie wegen eingenommener Schlaftabletten nicht wach wurde. 
In der Schlussszene bekommt Julia ein Kind, und die ganze Familie kommt in die Klinik, um sich an dem Baby zu erfreuen.

## Rezeption
Der Film erhielt überwiegend positive Kritiken. Björn Becher meint in Filmstarts, dass er „trotz seiner Episodenstruktur eine (!) Geschichte wie aus einem Guss“ erzähle, was auch an der „konsequenten Verweigerung gegenüber jeder Art der Überdramatisierung“ liege. Es handele sich um ein „ebenso stark gespieltes wie herausragend beobachtendes Drama über drei Geschwister“. Patrick Seyboth von epd Film findet die Konstruktion recht gewagt, lobt aber die „handwerklich genaue Gestaltung“ und „sehr zurückhaltende Inszenierung“, so dass das Geschehen „erstaunlich schlüssig“ wirke. Allerdings blieben viele Aspekte nur angedeutet und zu allgemein, weshalb es schwer falle, „mit diesen Menschen zu fühlen und mit der Handlung mitzugehen“.